# Treron złotoszyi
Treron złotoszyi (Treron phoenicopterus) – gatunek średniej wielkości ptaka z rodziny gołębiowatych (Columbidae). Występuje w południowej i południowo-wschodniej Azji, w tym na Sri Lance. Nie jest zagrożony wyginięciem.
Zasiedla różnorodne zadrzewione środowiska, także w pobliżu siedzib ludzkich. Przebywa w grupach do 12 osobników, wyruszając rankiem na żerowanie. Zjada głównie owoce, w tym najchętniej figowca (Ficus). Gniazduje od marca do czerwca. Gniazdo to najczęściej niestarannie wykonana platforma z patyków, na którą samica składa jedno lub dwa białe jaja. Jaja są wysiadywane przez obydwa ptaki z pary, przez około 23 dni.

## Taksonomia
Formalnie po raz pierwszy gatunek opisał John Latham. Krótki opis zamieścił w drugim tomie Index ornithologicus, który ukazał się w 1790. Za miejsce zebrania holotypu podał Indie (bez wskazania szczegółowej lokalizacji). Opisany gatunek przypisał do rodzaju Columba jako C. phoeicoptera. Ustanawiając nowy gatunek przyznał, że opisał tego ptaka trzy lata wcześniej, w Supplement to the General Synopsis of Birds (1787) pod nazwą zwyczajową „Purple-winged Pigeon”, ale nie nadał mu wówczas nazwy naukowej. Międzynarodowy Komitet Ornitologiczny (IOC) umieszcza trerona złotoszyjego w rodzaju Treron jako T. phoenicopterus.
Prawdopodobnie najbliżej spokrewniony z treronem żółtobrzuchym (T. waalia) i afrykańskimi przedstawicielami rodzaju. Opisano 5 podgatunków, wszystkie zaakceptowane przez IOC. W północnej Tajlandii zachodzi krzyżowanie się T. p. annamensis z T. p. viridifrons. Powstałe mieszańce opisano w 1916 pod nazwą Sphenocercus pseudo-crocopus, zsynonimizowano nazwę z T. p. viridifrons.
Nazwa rodzajowa Treron pochodzi od greckiego słowa trērōn – „gołąb”, ale także i „uległy” „nieśmiały”. Epitet gatunkowy phoenicopterus w tym przypadku (to samo słowo posłużyło za źródłosłów nazwy rodzajowej flamingów) znaczy czerwonopióry – phoinix oznacza „szkarłatny”, pteron „skrzydło”. W języku asamskim (Bor) Haitha, w kachari Daorep gadeba; Nagowie nazywają ptaka Inruigu.

### Genetyka
Na kariotyp trerona złotoszyjego składa się siedem par makrochromosomów (łącznie 14) i trzydzieści par mikrochromosomów (łącznie 60), co daje 2n=74. Pod tym względem gatunek nie odbiega od większości gatunków ptaków – u 63% gatunków ptaków diploidalna liczba chromosomów wynosi od 74 do 86. U dwunastu zbadanych osobników podgatunku nominatywnego, pochodzących z Allahabadu w Indiach, stwierdzono występowanie trzech różnych kariotypów i zarazem polimorfizmu chromosomów. Różnice dotyczą chromosomów 1 i 2 (największych w kolejności u tego gatunku). W przypadku 2. kariotypu jeden chromosom 2 z pary wykazuje podobny stosunek długości krótszych ramion wobec całkowitej długości chromosomu (indeks centromerowy), drugi posiada przesunięty centromer, ale podobną długość całkowitą. W 3. kariotypie (stwierdzonym u jednej samicy) występuje analogiczna sytuacja, jednak dotycząca pary chromosomów 1. Nie stwierdzono, by różnice w kariotypie wpływały na fenotyp danego osobnika.

## Morfologia
Długość ciała przeciętnie 31–33 cm (zakres 195–335 mm), masa ciała w przedziale 226–270 g. Dalszy opis dotyczy podgatunku T. p. phoenicurus.
Czoło, kantarek i wierzch głowy aż po kark niebieskoszare w pastelowym odcieniu. Na czole i kantarku często widoczny oliwkowy odcień. Szyja ciemna, złotożółta z nieco zielonkawym odcieniem. Górna część grzbietu matowa. W górnej części grzbietu u góry występuje wyraźne niebieskoszare obrzeżenie. Pokrywy skrzydłowe małe oliwkowe, w zgięciu fiołkoworóżowe – powstała plama bywa określana także mianem liliowej, winnoczerwonej. Pokrywy skrzydłowe średnie i duże szare w oliwkowym odcieniu, niemal po sam koniec z jasnożółtymi krawędziami chorągiewek zewnętrznych. Najbardziej zewnętrzne pokrywy duże czarne. Lotki III rzędu matowe, szarozielone. Lotki II rzędu czarniawe w oliwkowej tonacji, najbardziej wewnętrzne z wąskimi jasnożółtymi krawędziami chorągiewek zewnętrznych. Lotki I rzędu czarniawe, na zewnętrznych chorągiewkach jasne krawędzie. 3. lotka I rzędu posiada emarginację chorągiewki wewnętrznej, do tego dwie najbardziej zewnętrzne lotki (i trzecia w mniejszym stopniu) odznaczają się widocznie szpiczastym zakończeniem. Grzbiet po kuper i pokrywy nadogonowe o barwie przytłumionej, szarej zieleni. Sterówki łupkowoszare, u nasady z domieszką oliwkowego, zwłaszcza środkowa para. Broda jasna, żółtozielona, na przodzie szyi i na piersi kolor przechodzi w soczyście pomarańczowozłoty. Pokrywy uszne niebieskoszare. Brzuch w większości o barwie poblakłej zieleni, na bokach szarzeje; na środku brzucha i nogawicach cytrynowożółte. Pokrywy podogonowe bordowobrązowe, na końcu każdego z piór białokremowy pas; tworzy to charakterystyczny, pręgowany wygląd. Od spodu ogon czarniawy w bliższej ciału połowie, w dalszej szary. Pokrywy podskrzydłowe szare z jasnymi, niepełnymi obwódkami na końcu. Tęczówka różowa do fiołkoworóżowej, obrączka oczna niebieska. Woskówka szarozielona, tak jak i dziób u nasady, którego dalszą część wyróżnia barwa biaława, do jasnoszarej i różowawobrązowej. Nogi i stopy jaskrawożółte, skoki do połowy opierzone.
Występuje nieznaczny dymorfizm płciowy – samica jest bardziej matowa, z mniejszą plamką na skrzydle. Za kolor żółty w upierzeniu trerona złotoszyjego odpowiada obecność karotenoidów; u gołębi ta cecha współwystępuje z owocożernością.
Długość skoku 22–25 mm.
Porównanie wymiarów podgatunku nominatywnego, T. p. chlorigaster i T. p. phillipsi (ptaki obu płci, w mm):
|                      | Skrzydło | Ogon    | Dziób   |
| -------------------- | -------- | ------- | ------- |
| T. p. phoenicopterus | 174–189  | 92–102  | 17–20   |
| T. p. chlorigaster   | 173–193  | 103–117 | 18,5–20 |
| T. p. phillipsi      | 160–169  | 95–100  | 18,5–20 |

## Zasięg występowania

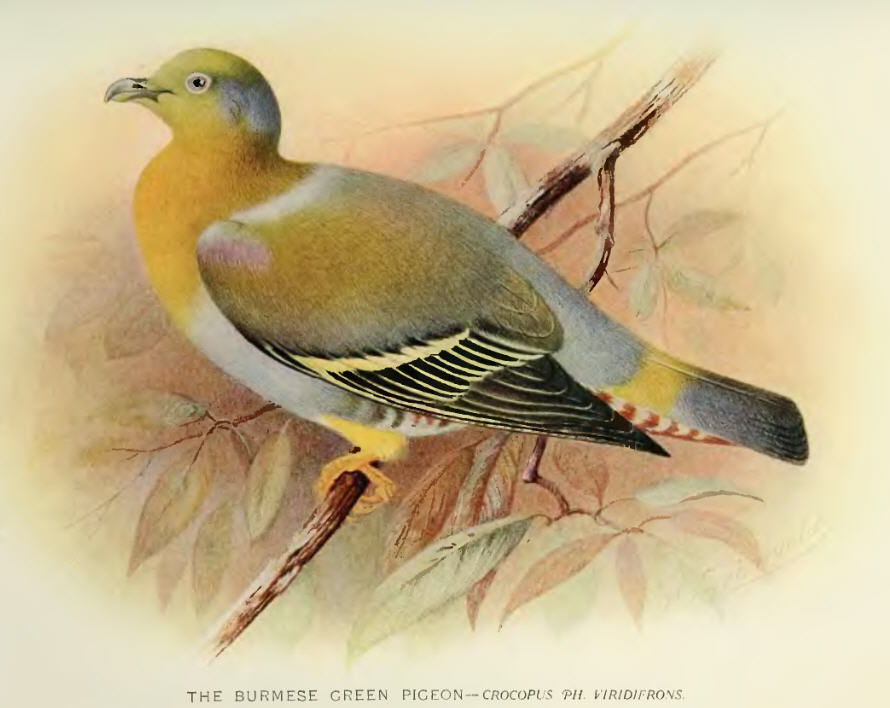
Przedstawiciel podgatunku T. p. viridifrons

Treron złotoszyi występuje w Azji południowej i południowo-wschodniej na obszarach półwyspów Indyjskiego, Indochińskiego oraz na wyspie Cejlon (Sri Lanka). Zachodnia granica zasięgu jego występowania przebiega we wschodniej części Pakistanu; w tym kraju ptak przebywa głównie zimą, zwabiony owocującymi drzewami, okazjonalnie gniazduje w pakistańskim Pendżabie. Dalej na wschód obszar występowania rozciąga się ku Indiom, gdzie od północy kończy się w stanie Pendżab i na zboczach Himalajów. Gatunek występuje, w przeważającej części swojego zasięgu, na obszarach nizinnych, sporadycznie spotkać go można na obszarach wyżej położonych (do ok. 1220–1480 m n.p.m.). Na terenie Nepalu (w południowej części) zamieszkuje niziny i większe doliny. Następnie, bardziej na wschód, obszar występowania T. phoenicopterus obejmuje także Bangladesz i Mjanmę (do północnego stanu Taninthayi jako południowej granicy zasięgu), skrajnie południowo-zachodnią część Chin (prowincja Junnan), Kambodżę, południowy i centralny Laos (według autorów HBW tylko południowy), zachodnią, północno-zachodnią oraz południowo-wschodnią Tajlandię oraz południowy Wietnam (dawne prowincje Kochinchina i Annam). Według BirdLife International na Cejlonie występuje jedynie w południowo-wschodnich rejonach wyspy, jednak inne źródła mówią o zasięgu obejmującym niemal całą wyspę. Na Cejlonie występują tylko przedstawiciele podgatunku T. p. phillipsi, jednak kilkukrotnie w okolicach Dżafny i w Arippu (Prowincja Północna) stwierdzono T. p. chlorogaster.

### Środowisko
Treron złotoszyi zamieszkuje różnorodne obszary zadrzewione – zarówno suche, jak i wilgotne lasy liściaste, lasy wtórne, zakrzewienia, drzewiaste zagajniki na terenach otwartych, obszary rolnicze, wioski, ogrody, a także obsadzone drzewami pobocza dróg. Zwykle ptaki tego gatunku przebywają w piętrze koron drzew; wybierają zazwyczaj ich środkową warstwę, jeśli nie, to najniższą, zaś najrzadziej przebywają na samych czubkach drzew. Zasadniczo gatunek osiadły, podejmujący lokalne wędrówki za pożywieniem – przykładowo, ptaki, które wiosną odwiedzają Pakistan, przybywają na plantacje morwy (Morus). W indyjskim stanie Asam występuje w lesie tropikalnym, w którym przeważa Dipterocarpus i Mesua.

## Zachowanie

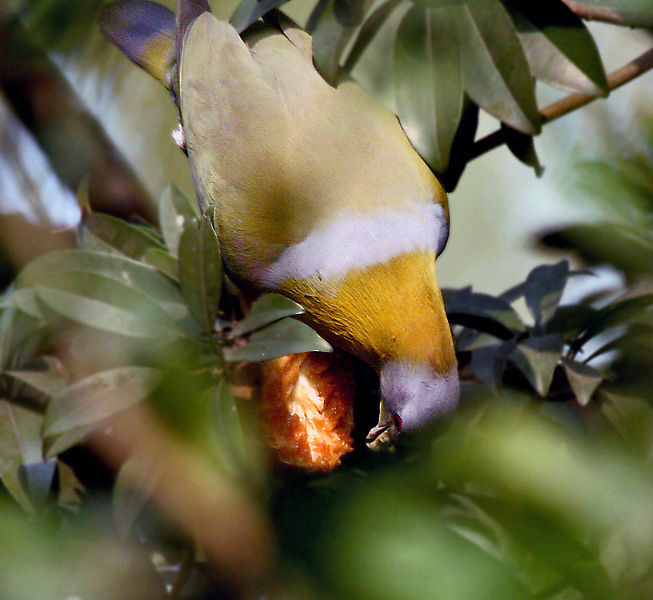
Przedstawiciel T. p. phoenicoptera jedzący owoc pigwicy właściwej (Manilkara zapota) – „chickoo”

Towarzyski gatunek. Zwykle obserwowany w grupach 5–12 osobników, w większej liczebności na owocujących drzewach, także z innymi gatunkami. Przebywa głównie w koronach drzew. Niekiedy schodzi na ziemię, aby napić się lub zbierać drobne kamyki (u gołębi pełnią funkcję gastrolitów). Chodząc po ziemi trzyma ogon podniesiony. Zaniepokojony zamiera w bezruchu, stając się trudnym do zauważenia pośród listowia; gdy potencjalny drapieżnik zanadto się zbliży, treron ucieka. Baker określił lot tego gołębia jako fenomenalnie szybki, z energicznym startem. Osobniki tego gatunku w ciągu dnia przemieszczają się całą grupą między miejscem nocnego spoczynku a żerowiskami. Jeśli chcą niezauważonym wejść na drzewo, potrafią wspiąć się po pniu, następnie drepcząc po konarze, zamiast lecieć do celu. W trakcie odpoczynku ptaki siadają w wysokich partiach koron drzew, parami lub w małych grupach. W Vadodara obserwowano ptaki zażywające porannych, zbiorowych kąpieli słonecznych.

### Głos
Odzywa się serią około dziesięciu przyjemnych w odbiorze, miękkich, melodyjnych gwizdów, podobnych do tych, jakie wydaje treron zielonolicy (T. bicinctus), lecz niższych i głośniejszych.

## Pożywienie
Żywi się głównie owocami, w tym jagodowymi, dietę uzupełniając ziarnem. Żeruje głównie na figowcach (Ficus), np. bengalskim (F. benghalensis) czy pagodowym (F. religiosa). U dziewięciu gatunków owocożernych gołębi badanych w stanie Asam – także i trerona złotoszyjego – w okresie lęgowym figi stanowiły niemal 62% diety; poza sezonem rozrodczym wartość ta spadła do 52%. Według Bakera, ptaki obserwowane przez niego w niewoli (początek XX wieku) chętnie jadły owoce czapetki kuminowej (Syzygium cumini). Podobnie jak wszystkie gołębie, trerony złotoszyje mają rozciągliwe kąciki dzioba, dzięki czemu są w stanie połykać w całości duże owoce, których w wolu zmieści się jednocześnie najwyżej dwa lub trzy. Stosunkowo twarde zdobycze, jak owoce śliwy (Prunus), połykane są w całości, zaś miększe, jak figi, dzielone na kawałki. Ptaki te szybko trawią i spożywają duże ilości pokarmu.
Aby się napić, treron złotoszyi może schodzić na ziemię, jednak zazwyczaj wykorzystuje zwisającą nad wodą roślinność lub nadbrzeżne krzewy, trzymając się ich schodzi na tyle nisko, by móc dosięgnąć źródła wody. E.C. Stuart Baker przeprowadził eksperyment z udziałem swoich „domowych” gołębi (patrz sekcja „Relacje z ludźmi”), w którym do płaskiego naczynia z wodą włożył pęd bambusa, tak, by tkwił w wodzie jednym końcem skierowanym w dół; okazało się, iż wtedy preferowanym przez ptaki sposobem na dotarcie do wody było właśnie zejście po łodydze rośliny, mimo że przed jej umieszczeniem ptaki piły bez problemu z ziemi. Według obserwacji z centralnych Indii ptaki tego gatunku piją o świcie i pod wieczór, około 16:30 lub 17.

## Lęgi

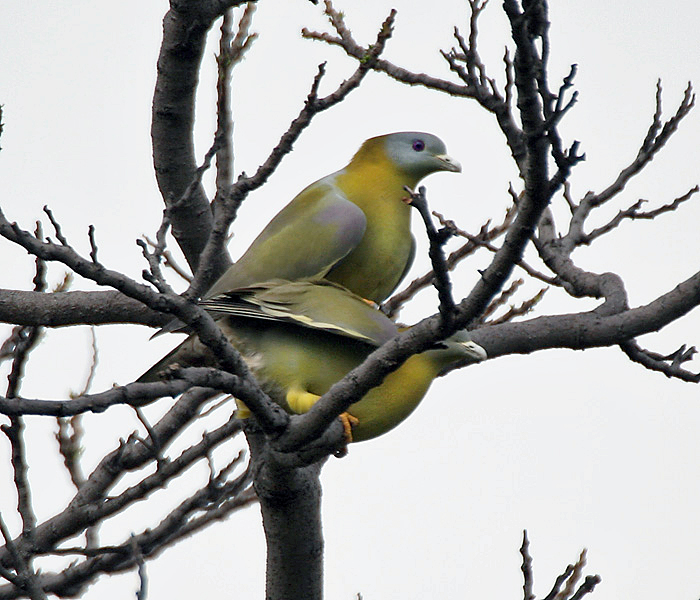
Kopulacja. Ptaki należą do podgatunku T. p. chlorigaster

Okres lęgowy trwa od marca do czerwca, najintensywniej przebiega w marcu/kwietniu. Jeśli lęgi przeciągają się, samica może znieść jaja nawet pod koniec sierpnia. W stanie Asam osobniki łączą się w pary z początkiem kwietnia. Przebieg zalotów nie różni się od zalotów innych gatunków gołębi, z wyjątkiem tego, że zaloty nigdy nie odbywają się na ziemi. Samiec stroszy pióra na gardle i piersi, opuszcza skrzydła, napusza się i dostojnie dyga, jednocześnie miękko gwiżdżąc. Niekiedy samica odpowiada płynnym głosem i także wykonuje uproszczony taniec godowy. Może usiąść w pobliżu samca, przyjmując uległą pozę. W Asam zaobserwowano samce, które przeganiały samice, dopóki te nie zaangażowały się w taniec godowy. Po połączeniu się w parę samiec nadal zaleca się do samicy. Nawołuje z gałęzi, a gdy pojawi się jego partnerka, zaczyna obracać się o 180° na gałęzi, stroszy pióra na gardle, głęboko się kłaniając i woła łuuh-łu. Gdy gołębica przyjmie zachętę samca, zbliża się do niego, ten po około 5 sekundach wskakuje na grzbiet samicy i porusza ogonem pod jej ogonem, nim dojdzie do zetknięcia się kloak. Podczas blisko trzysekundowej kopulacji samiec szybko trzepocze skrzydłami, a następnie schodzi bez dodatkowych czynności. Para gołębi przez 10–15 minut siedzi razem na gałęzi, następnie rozpierzcha się, powracając do żerowania. Zaloty i kopulacje obserwowano głównie rankiem, od godziny 6 do 8, i po południu, od 16 do 18.
Ponad połowa gniazd ulokowana jest na drzewach rosnących przy skraju lasu. Samiec zbiera materiał na gniazdo w odległości 20–40 m od gniazda i znosi go w wyznaczone miejsce, wykonując większość pracy. Konstrukcja umieszczona jest na drzewie, np. mango (Magnifera), wełniaku azjatyckim (Bombax ceiba), magnolii champaca (Michelia champaca), migdałeczniku chebułowcu (Terminalia chebula), rzadko w bambusach lub trzcinie. Pod względem gatunkowym ptaki nie wykazują widocznych preferencji co do drzew. Na wybranym miejscu samica konstruuje z dostarczonego doń budulca gniazdo; ma ono blisko 15 cm średnicy i 2,5 cm grubości, z nieco ponad centymetrowym wklęśnięciem w środku. Jak u większości gołębi gniazdo jest bezładną platformą z patyków i gałązek ułożonych na krzyż, oberwanych z suchych drzew. W przypadku tego gatunku sprawia wrażenie wyjątkowo narażonej na wszelkie zniszczenia. Większość czynności powiązanych z budową obserwowano w godzinach porannych (7–9) i popołudniowych (15–18). Obszar z potencjalnym materiałem na gniazdo jest broniony przed innymi gołębiami.
Możliwe jest gniazdowanie w małych koloniach, kiedy na jednym drzewie występuje kilka gniazd. Często w takim układzie gołębie wybierają bliskość dziwogonów długosternych (Dicrurus macrocercus) ze względu na ich terytorialność. U T. phoenicopterus w zniesieniu obserwuje się jedno lub dwa jaja, jednak zwykle dwa. Jajo ma kształt szerokoowalny, jego skorupka gładka, błyszcząca, czysto biała. Wymiary jaj: średnica przeciętnie 38,1 na 24,4 mm, masa: 9,5–14,3 g. Wysiadują oba ptaki z pary. Przed zmianą wysiadującego ptaka partner i partnerka odpoczywają 30–40 minut na gałęzi, czyszcząc przy tym pióra. Inkubacja trwa od 20 do 24 dni (zwykle 23 dni). Wysiadujące ptaki, zagrożone przez zbliżającego się drapieżnika, trwają niewzruszone na gnieździe, dając się podejść na odległość niemal metra. Około czterech dni po wykluciu się młodych ich rodzice zmniejszają aktywność przy gnieździe, niekiedy zostawiając pisklę na kilka godzin samo. Po 10. dniu życia młodego przylatują jedynie nakarmić je, oddalając się niedługo po tym. Sporadycznie zostają w pobliżu, by pilnować gniazda, raz obserwowano przeganianie przez nie wrony.
Sukces lęgowy badano w stanie Asam. Spośród 23 obserwowanych gniazd w 14 (60,9%) wykluły się pisklęta. Jak stwierdzono, niepowodzenie w wyprowadzeniu lęgu wynikało z porzucenia gniazda (cztery na dziewięć przypadków) lub ze zniszczenia gniazda, spowodowanego przez nawałnice lub człowieka (pozostałe pięć przypadków).

## Interakcje międzygatunkowe
Drapieżnikami jaj i młodych są, prócz wron, szponiaste – krogulec mały (Accipiter badius), krogulec czubaty (Accipiter trivirgatus), kania czarna (Milvus migrans). Szczury, węże oraz wiewiórki także atakowały gniazda tych gołębi. Obserwowano konkurencję o materiał gniazdowy z majną brunatną (Acridotheres tristis) i szarą (Acridotheres fuscus). W niewoli (w zoo) stwierdzono zarażenie się pasożytniczym nicieniem z gatunku Ascaridia columbae (odpowiada za występowanie glistnicy u ptaków).

## Podgatunki
Wyróżnia się pięć podgatunków. Najbardziej wyraziste różnice względem podgatunku nominatywnego uwidaczniają się u T. p. phillipi i T. p. annamensis. Obszary występowania poszczególnych podgatunków nie są niekiedy jasno zdefiniowane i mogą nieco nakładać się na siebie.
| Podgatunek                             | Holotyp | Zasięg                                                                      | Morfologia | Uwagi systematyczne |
| -------------------------------------- | --- | --------------------------------------------------------------------------- | --- | --- |
| T. p. phoenicopterus (Latham, 1790)    | Z Indii; bliższa lokalizacja nieznana | wschodni Pakistan i północne Indie po Bangladesz i północno-wschodnie Indie | patrz sekcja Morfologia | |
| T. p. chlorigaster (Blyth, 1843)       | Odłowiony w nieokreślonym miejscu w Indiach (w części leżącej na półwyspie)                                                                                             | centralne i południowe Indie                                                | Cały spód ciała jasnozielony, brak takowej barwy u nasady sterówek. Na pokrywach podogonowych można dostrzec nieco czerwonego. Wymiary szczegółowe w sekcji Morfologia | Protonym: Treron chlorigaster                                                                                                |
| T. p. phillipsi Ripley, 1949           | Samiec zebrany 26 lutego 1948 w Nilgala, okolice Bibile na wyspie Cejlon przekazany do Peabody Museum of Natural History                                                | Sri Lanka                                                                   | W małym stopniu przypomina chlorigaster, jednak ptaki tego podgatunku wyróżniają się mniejszymi wymiarami, spłowiałą żółcią na górnej części grzbietu grzbiecie (która dodatkowo wchodzi w odcień zielony), w pozostałych jego partiach jak i na skrzydłach większym nasyceniem barw; kolor żółty ograniczony do brody, a także okolic kloaki oraz nogawic; barwna, acz bardziej matowa plama na skrzydle nieznacznie ciemniejsza Wymiary szczegółowe w sekcji Morfologia | Opisany pod obecną, akceptowaną przez IOC nazwą Upamiętnia postać W.A.A. Phillipsa, który pomagał Ripleyowi w jego badaniach |
| T. p. viridifrons Blyth, 1846          | Według autora pozyskany w prowincji Taninthayi (Mjanma) Sclater ustalił, że pochodzi dokładnie z Myeik                                                                  | południowo-zachodnie Chiny po Mjanmę i północno-zachodnią Tajlandię         | Przednia część głowy zielonożółta. Przez środek ogona przechodzi zielonożółty pas wyraźnie kontrastując z szarą końcówką i pokrywami nadogonowymi Długość skrzydła 184–200 mm | Protonym: Treron viridifrons                                                                                                 |
| T. p. annamensis (Ogilvie-Grant, 1909) | Brak informacji nt. holotypu.; 19 sierpnia 1908 pozyskano syntyp, który przekazano do MHN w Londynie (wtedy British Museum of Natural History) i oznaczono numerem 1910 | wschodnia Tajlandia, południowy Laos, południowy Wietnam                    | Ogólnie ptaki podobne do viridifrons, jednak wykazują ciemniejsze upierzenie szyi, na karku niemal brązowe; barwny pas między karkiem a grzbietem (w brązowym odcieniu) bardziej żółty Długość skrzydła 182–189 mm | Protonym: Crocopus annamensis                                                                                                |

## Status zagrożenia
IUCN uznaje T. phoenicopterus za gatunek najmniejszej troski (LC, Least Concern). Gatunek posiada bardzo duży (4,84 mln km²) zasięg występowania. Liczebność populacji wykazuje tendencję do wzrostu, mimo niszczenia środowiska i polowań. BirdLife International bierze pod uwagę tego ptaka jako „trigger species” – gatunek, którego występowanie stanowi podstawę do wyznaczenia ostoi ptaków IBA. Wymienia 14 takich ostoi, w których występuje treron złotoszyi, są to m.in. Park Narodowy Bardia i Park Narodowy Chitwan.

## Relacje z ludźmi
Treron złotoszyi nie jest gatunkiem hodowlanym lub ozdobnym, jednak BirdLife International uznaje ptaka za potencjalne zwierzę domowe.
E. C. Stuart Baker tak pisał o trzymanych przez siebie amatorsko gołębiach:

Raz miałem pięć czy sześć par w małej wolierze, około 6 na 8 stóp [1,8 na 2,4 m] i blisko 8 stóp wysokości, i żyły w niej dosyć przyjaźnie, rzadko walcząc, z wyjątkiem sytuacji, kiedy starały się zająć najlepsze miejsce do gniazdowania [...] Często spędzały wiele czasu próbując balansować na gałęzi w dość nieprawdopodobnych pozycjach

Opisał również wierzenia lokalnej (bengalskiej) ludności:

Ludzie z plemion z wzgórz twardo wierzą, że treron złotoszyi nigdy nie schodzi na ziemię, by pić, ale schodzi w dół po zwisających nad wodą pnączach lub po trzcinach, dopóki nie jest wystarczająco blisko powierzchni wody, by pić. Nie jest to prawda, zwłaszcza, że sam widziałem je, gdy piły, i zastrzeliłem po zerwaniu się do lotu

J.R. Cripps dodał, że według wierzeń mieszkańców wschodniego Bengalu ptaki tego gatunku, nawet schodząc na ziemię pić, niosą w łapie gałązkę, gdyż szczycą się życiem na drzewach, i, by nie zostać posądzonym o przesiadywanie na ziemi, zabierają z sobą gałąź do siedzenia.
Baker wspomniał (początek XX wieku), że w Indiach jest to popularny i ceniony ptak do trzymania w klatce i regularnie sprzedawany na bazarach w Kalkucie. Odnotował, że często ptaki są trzymane w bambusowych klatkach, tak małych, że ich ogony ocierają się ściany, stając się postrzępionymi i brudnymi. Karmione były głównie plantains (przetworzony, np. przez gotowanie, dojrzały banan) i suttoo – mąką rozmoczoną z wodą. Pewien sprzedawca wspomniał jednak autorowi, że stara się urozmaicać ptakom dietę ziarnem, gotowanym ryżem, a w sezonie również owocami. Według Bakera ptaki tego gatunku nie rozmnażały się w niewoli.
Treron złotoszyi to ptak stanowy Maharasztry. W czerwcu 2010 członkowie Bombay Natural History Society zaproponowali, by tę rolę pełniła krytycznie zagrożona pójdźka leśna (Heteroglaux blewitti). Raju Kasabe tak uzasadnił swój pomysł: Więcej ludzi powinno poznać tego ptaka, aby mógł być chroniony w swoim środowisku, odnosząc się do argumentu, iż treron jest powszechnie znany, w przeciwieństwie do pójdźki. Pomysł odrzucono, a wspomniany gołąb pozostał jako symbol.